# El Serrat (Ordino)
El Serrat és un nucli de població del Principat d'Andorra situat a la parròquia d'Ordino. L'any 2017 tenia 179 habitants.
El Serrat, a uns tres quilòmetres de Llorts, a 1.550 m d'altitud, en el punt de confluència del Rialb i el riu de Sorteny amb la ribera de Tristaina, que hi forma la ribera d'Ordino. Aquest poble era antigament un lloc de residència temporal. Les seves cases eren tancades a l'hivern i només al bon temps hi venien homes i famílies enteres d'altres pobles de la vall per a les feines del camp, dels prats i pasturatges que envolten el lloc.
La seva farga, que s'emportà una riuada el 1840, treballava igualment en els mesos de primavera i estiu i era explotada a mitges pels Arenys i pels Rossell d'Ordino. L'església de Sant Pere del Serrat presideix el poblet antic.
La carretera CG-3 continua després del Serrat fins a l'estació d'Ordino-Arcalis a 5 km al nord-oest.
El Parc natural de la vall de Sorteny s'obre a l'est del poble. Podeu arribar a l’aparcament del parc en menys de 15 minuts amb cotxe seguint la carretera CS-3706. El pic Besalí (2.639 m) domina el poble al nord, mentre que el pic del Brossos (2.319 m) el domina a l’oest.

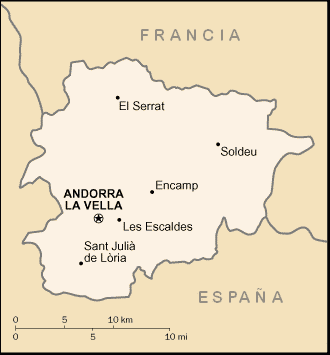
Mapa d'Andorra.